# Cày

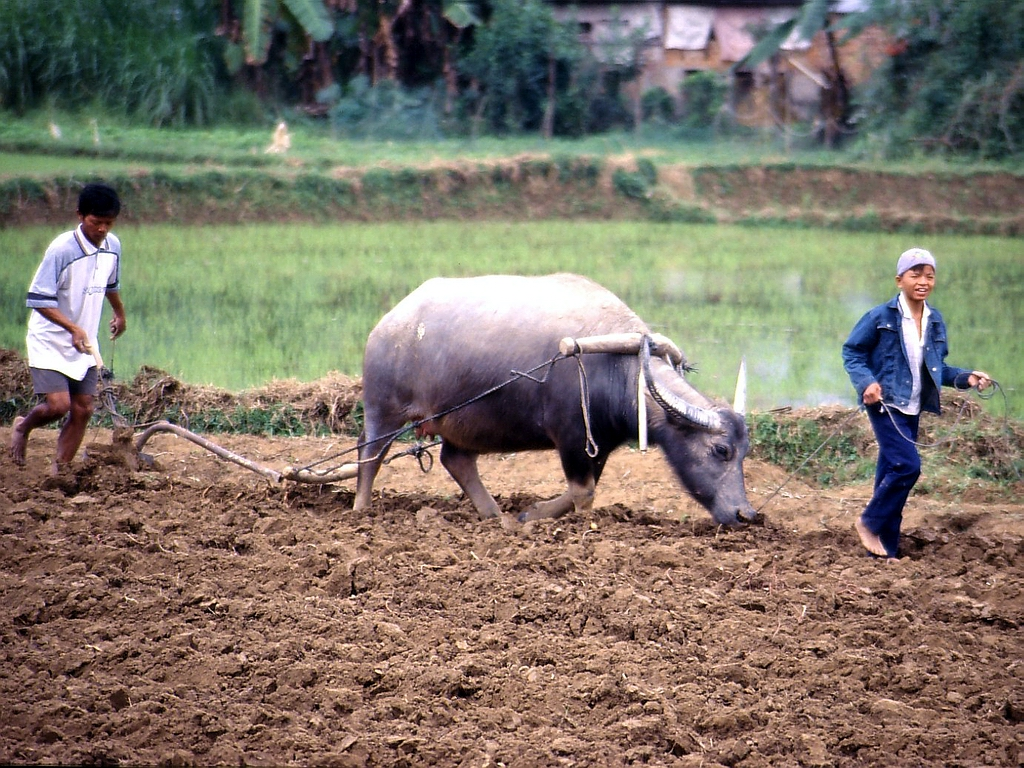
Cày ruộng với trâu ở Việt Nam

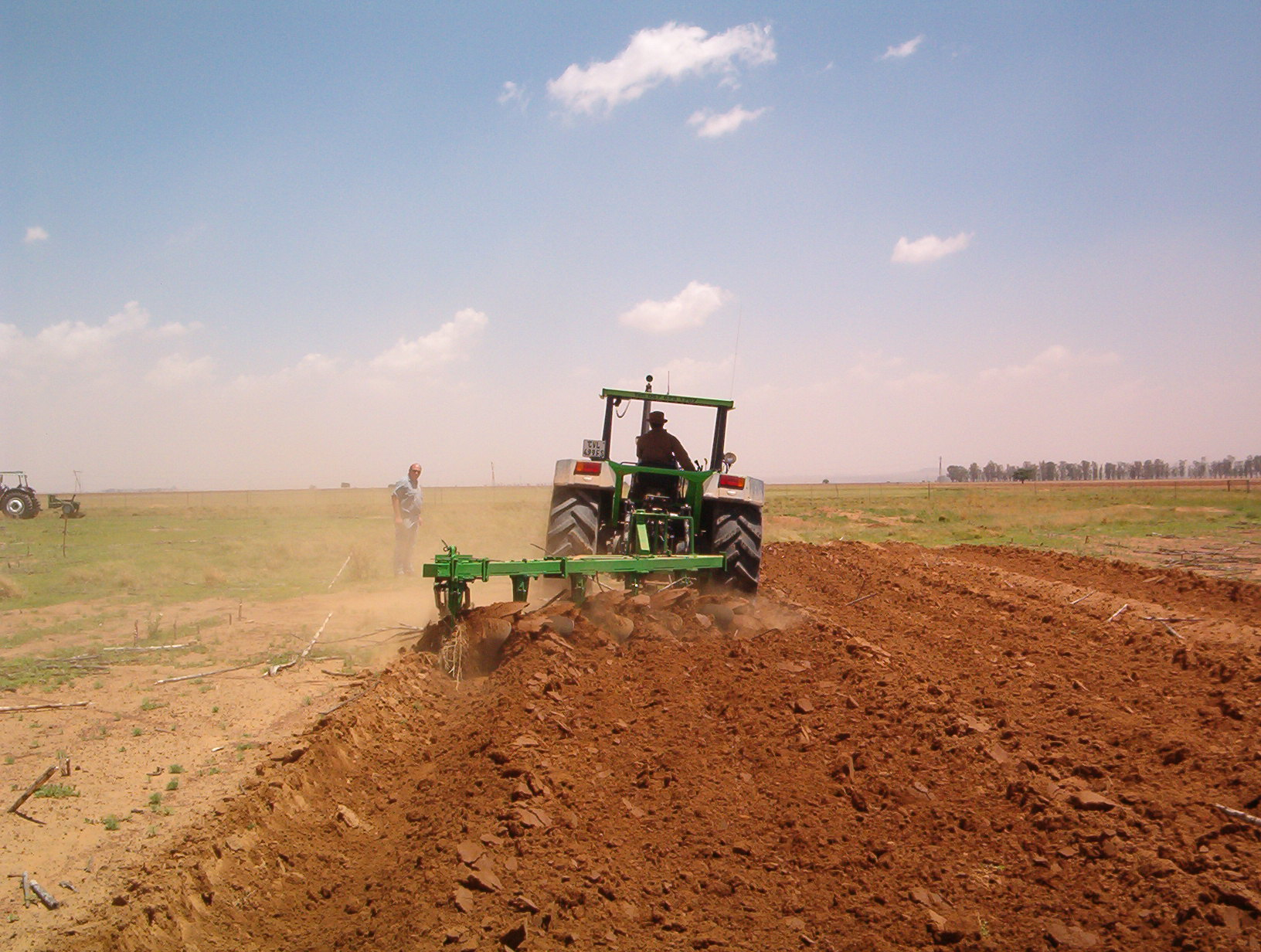
Máy cày và đất được cày

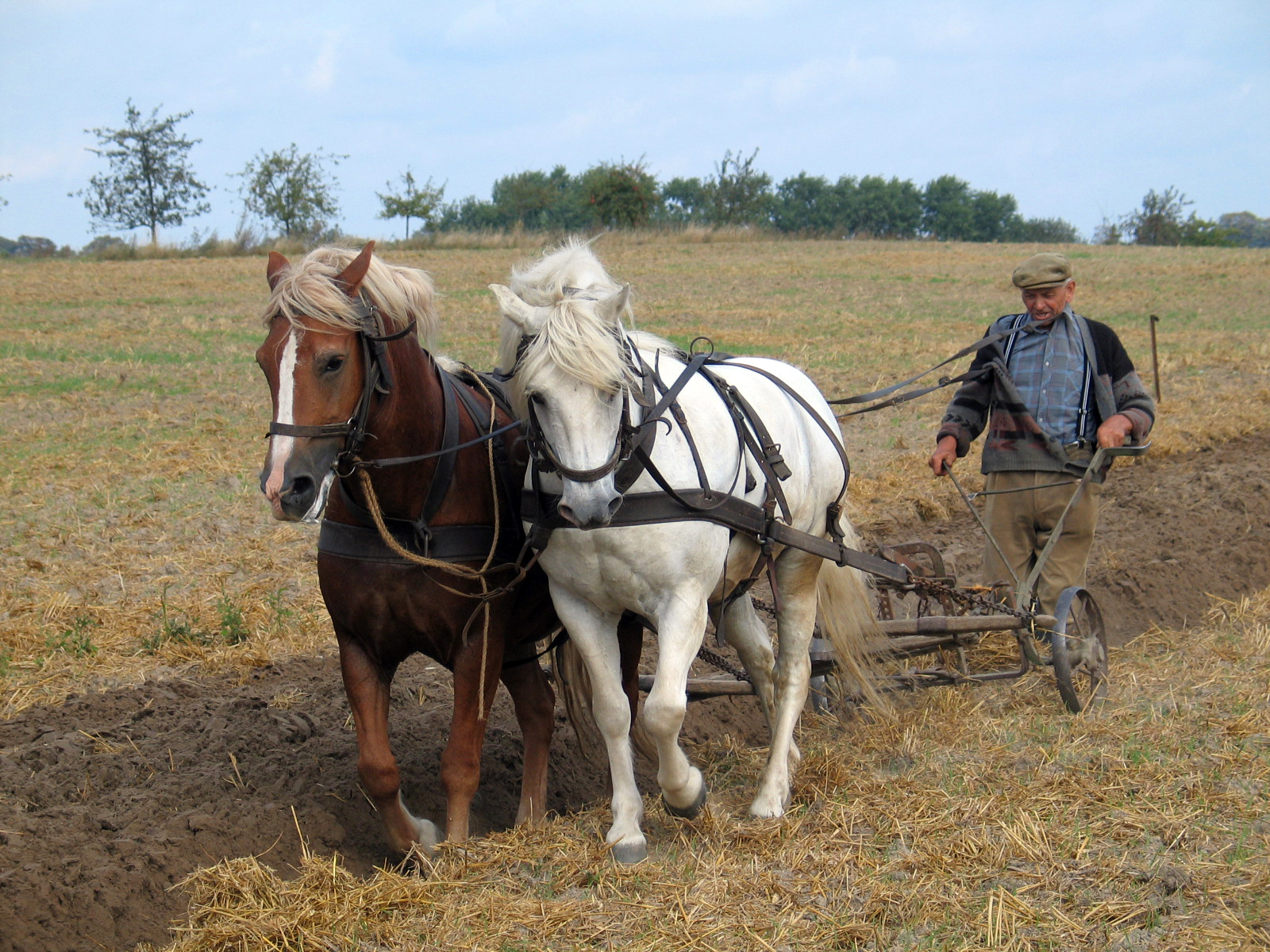
Cày theo phương thức cổ điển với ngựa tại Fahrenwalde, bang Mecklenburg-Vorpommern, Đức.

Cày là xáo trộn lớp mặt đất ở độ sâu từ 20–30 cm, dùng nông cụ gọi là cây cày canh tác để xới đất chuẩn bị bước đầu cho gieo sạ hoặc trồng cây. Mục đích chính của cày là để lật trở lớp đất bên trên, mang chất dinh dưỡng mới lên bề mặt, đồng thời chôn cỏ dại hoặc những gì còn sót lại từ mùa vụ trước khiến chúng bị phân huỷ. Nó cũng làm thông khí đất, giúp đất giữ ẩm tốt hơn. Thông thường cánh đồng được cày lên và để khô, sau đó nó được bừa trước khi dùng để trồng trọt.
Cày có thể được kéo bởi trâu, bò, ngựa hay máy kéo (máy cày). Cày có thể được làm bằng gỗ, sắt, hoặc khung thép với một lưỡi cắt hoặc que để cắt các lớp đất. Nó đã là một công cụ cơ bản suốt chiều dài lịch sử, mặc dù tài liệu về cày không xuất hiện trong tiếng Anh cho tới năm 1100 TCN, kề từ sau thời điểm này nó được nhắc đến thường xuyên. Cày đại diện cho một trong những tiến bộ quan trọng trong nông nghiệp.
Mục đích chính của việc cày là để lật các lớp trên của đất, đưa chất dinh dưỡng mới lên bề mặt, đồng thời chôn lấp cỏ dại, những gì còn sót lại của vụ mùa trước và phá vỡ chúng. Khi cày được kéo qua lớp đất nó tạo ra rãnh đất dài màu mỡ gọi là luống cày. Trong thời hiện đại, một luống cày thường để khô, và sau đó bừa trước khi trồng. Cày, bừa và bón phân lọc rửa và thay đổi một lớp dày 12–25 cm của đất để tạo thành một lớp đất đã cày. Trong nhiều loại đất, phần lớn rễ cây có khả năng hút chất tăng trưởng đều nằm trong lớp đất trên bề mặt hoặc trong lớp đất cày.
Khởi đầu cày dùng sức con người, nhưng quá trình này trở nên hiệu quả hơn đáng kể khi sử dụng các con vật. Những động vật đầu tiên kéo cày là bò, và sau này là ngựa và la, ngoài ra còn nhiều loài động vật khác nhau đã được sử dụng. Ở các nước công nghiệp phát triển, máy cày đầu tiên dùng động cơ hơi nước, nhưng đã được dần dần thay thế bằng máy cày sử dụng động cơ đốt trong.
Có các cuộc thi hiện đại diễn ra cho những người chuyên cày như giải vô địch quốc gia cày ở Ireland. Việc thực hiện cày đất đã giảm ở một số khu vực, thường là ở những địa phương có đất chất lượng kém và bị xói mòn, thay vào đó sử dụng cày nông và kỹ thuật canh tác bảo tồn ít xâm lấn khác.

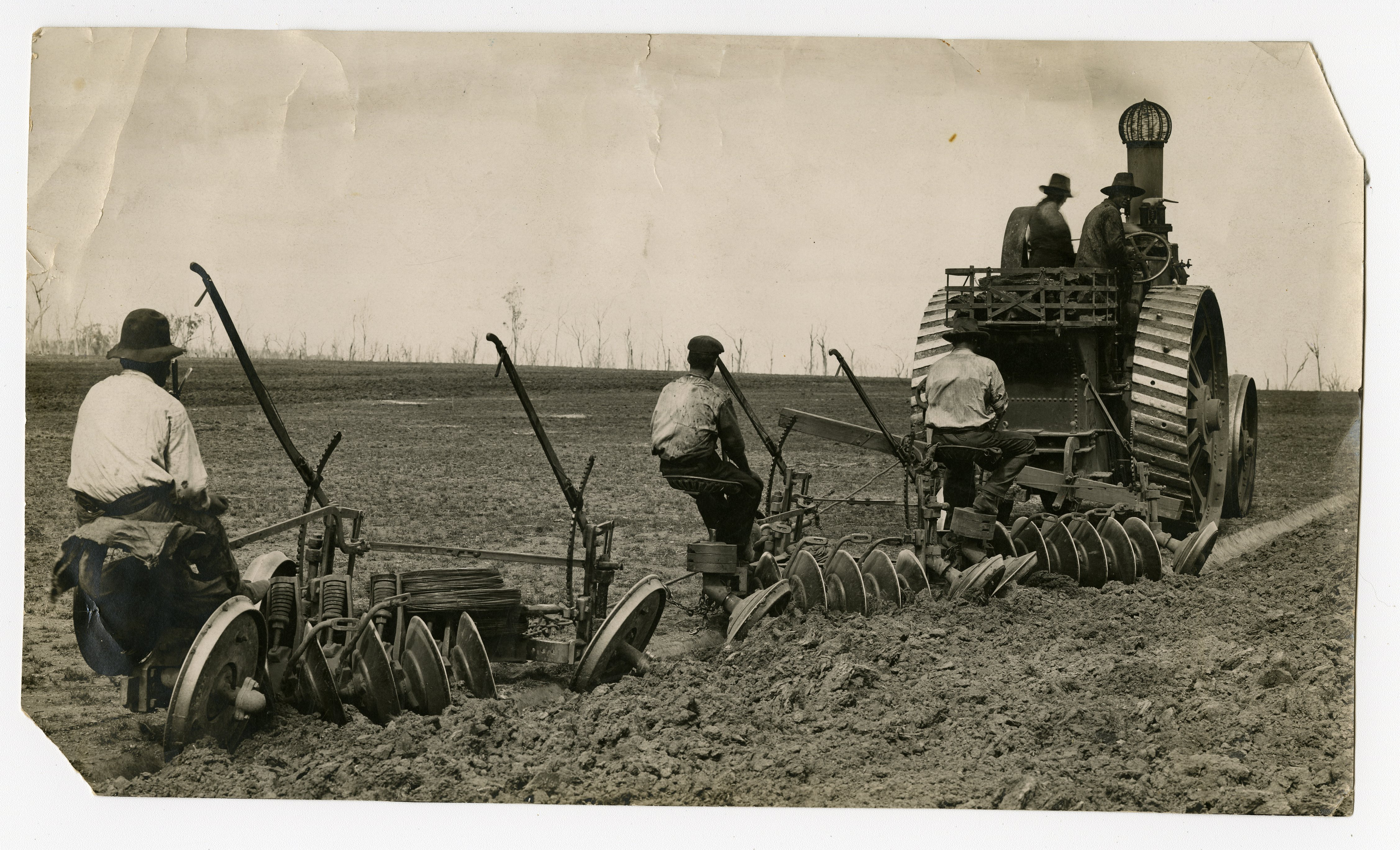
Máy cày cổ điển

Phương pháp canh tác tự nhiên đang dần phổ biến mà không cần đến việc cày, chỉ cần cày lúc ban đầu để phá vỡ đất thịt trên một vùng đất mới được canh tác, do đó đất mới vỡ hoang có thể thâm nhập và phát triển nhanh hơn và theo chiều sâu hơn. Vì không cày, các cây nấm có lợi và cuộc sống của vi sinh vật có thể phát triển và cuối cùng sẽ đưa không khí vào trong đất, giúp giữ nước và tạo ra chất dinh dưỡng. Một lớp đất khỏe mạnh đầy đủ các loại nấm và hoạt động sống của vi khuẩn, kết hợp với các loại cây trồng khác nhau (sử dụng trồng xen canh), ức chế cỏ dại và sâu bệnh một cách tự nhiên và giữ lại nước mưa. Như vậy nước, dầu, thủy lợi, phân bón và thuốc diệt cỏ có thể không cần đến. Đất canh tác trở nên màu mỡ hơn và tái phục hồi theo thời gian, trong khi đất cày có xu hướng giảm năng suất theo thời gian do bị xói mòn và bị loại bỏ các chất dinh dưỡng sau mỗi vụ thu hoạch. Những người ủng hộ việc hạn chế cày đất nông nghiệp cho rằng đó là cách duy nhất của nông nghiệp để duy trì chất lượng đất khi các nhiên liệu hóa thạch dần cạn kiệt. Mặt khác, lợi thế của phương pháp nông nghiệp áp dụng cày ở chỗ nó cho phép độc canh trên quy mô lớn tại các địa điểm ở xa, sử dụng máy móc công nghiệp thay cho lao động của con người.

## Lịch sử

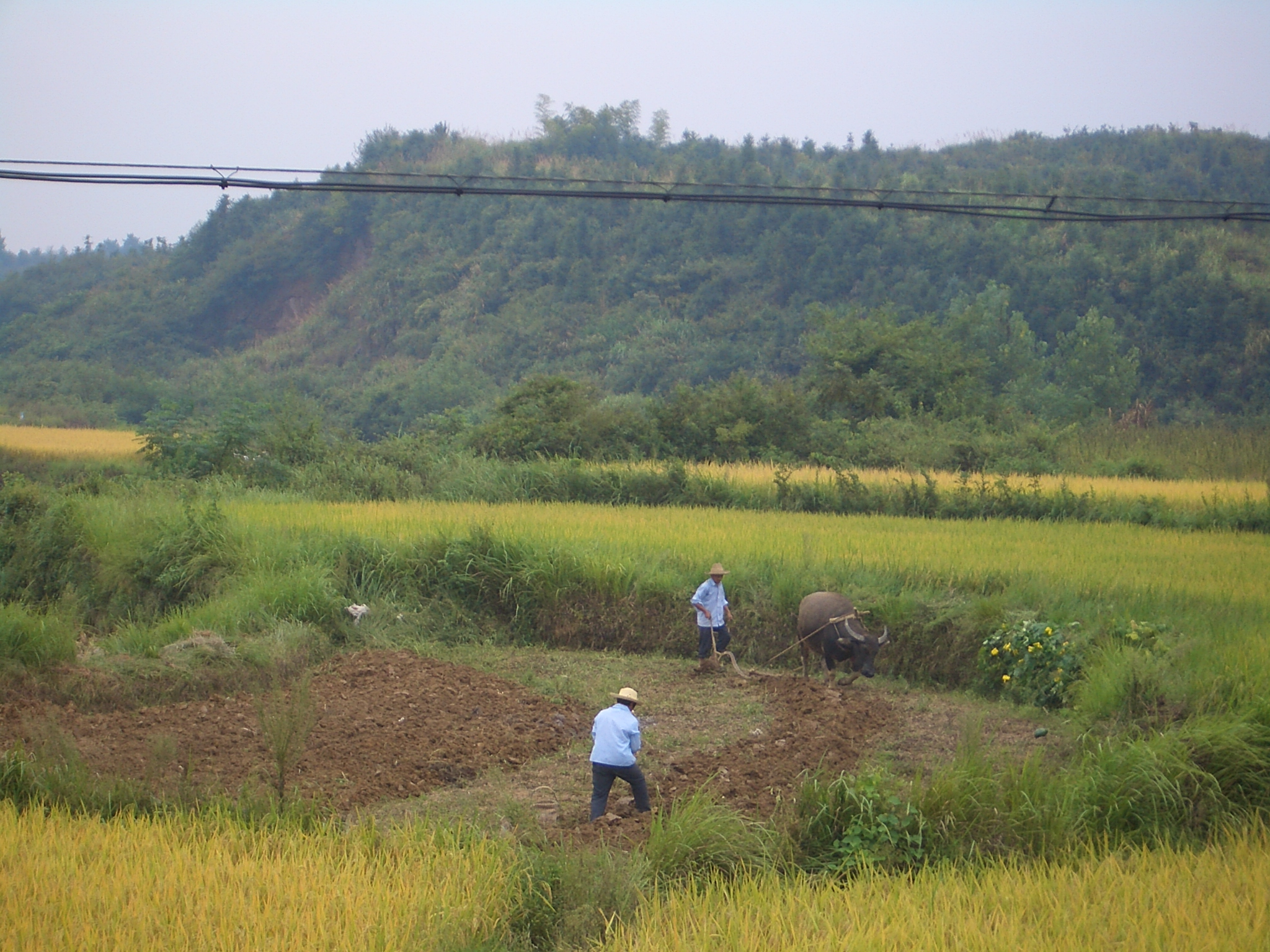
Cày với trâu tại Hồ Bắc, Trung Quốc

### Cày bằng cuốc

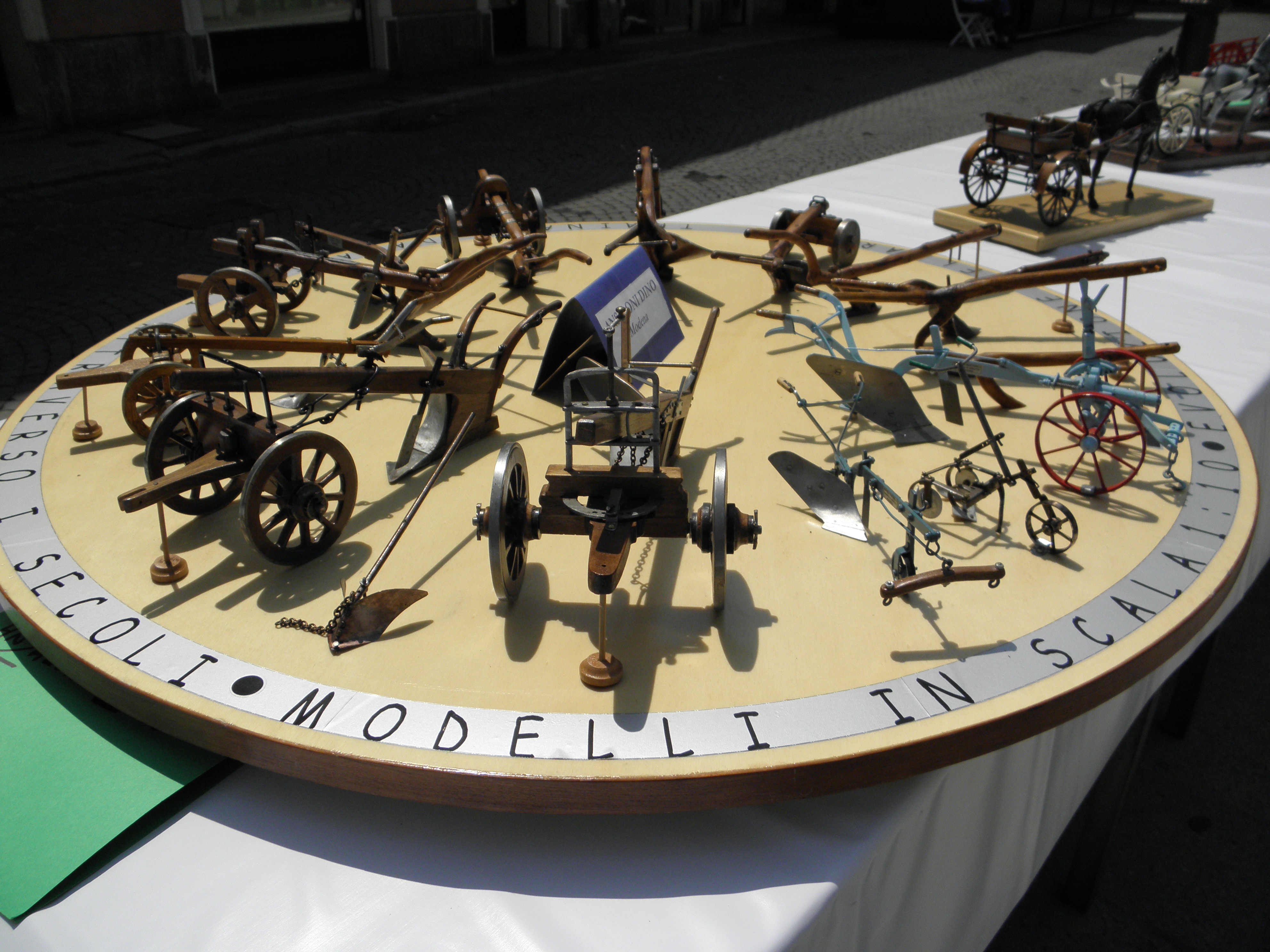
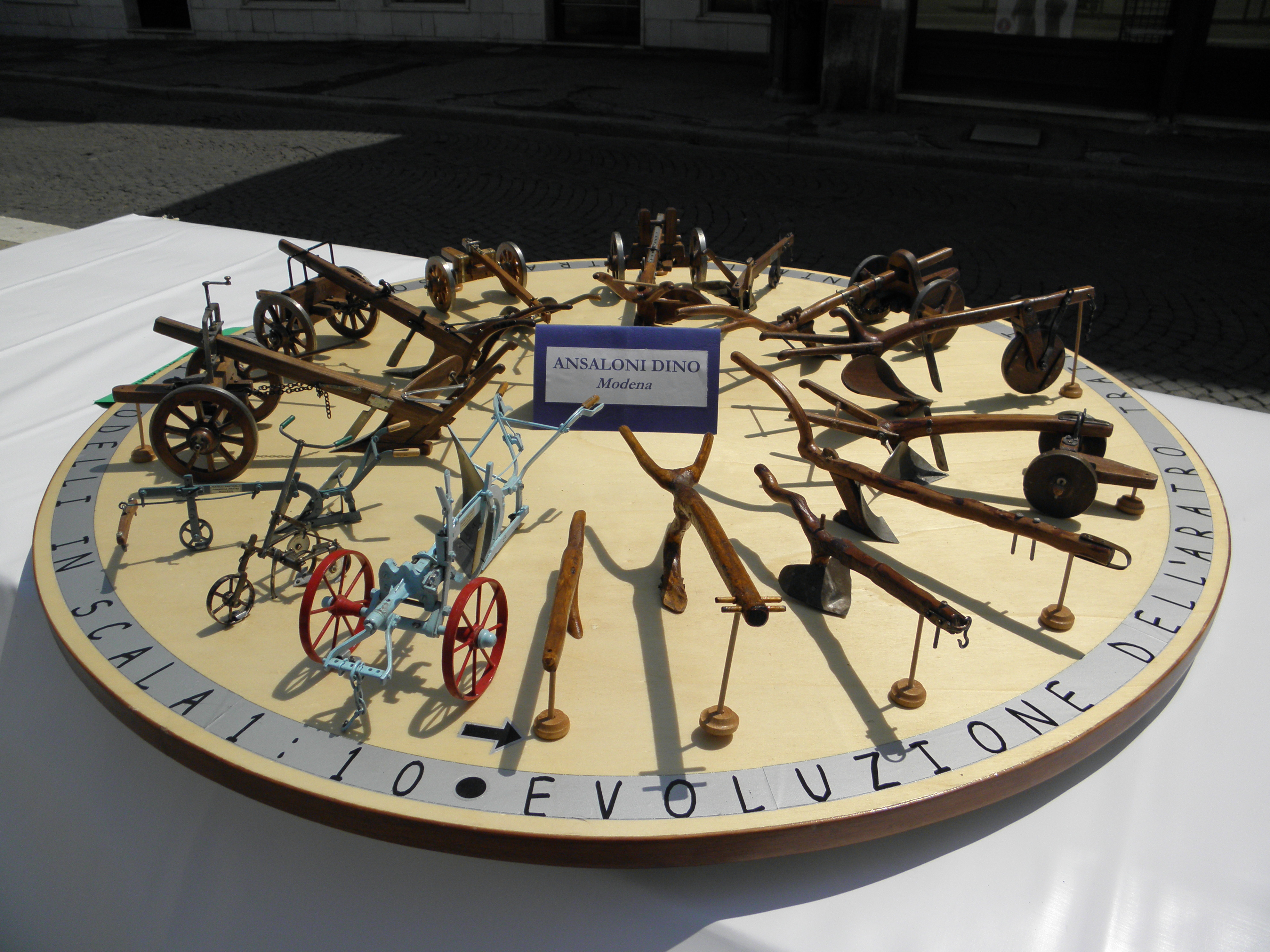
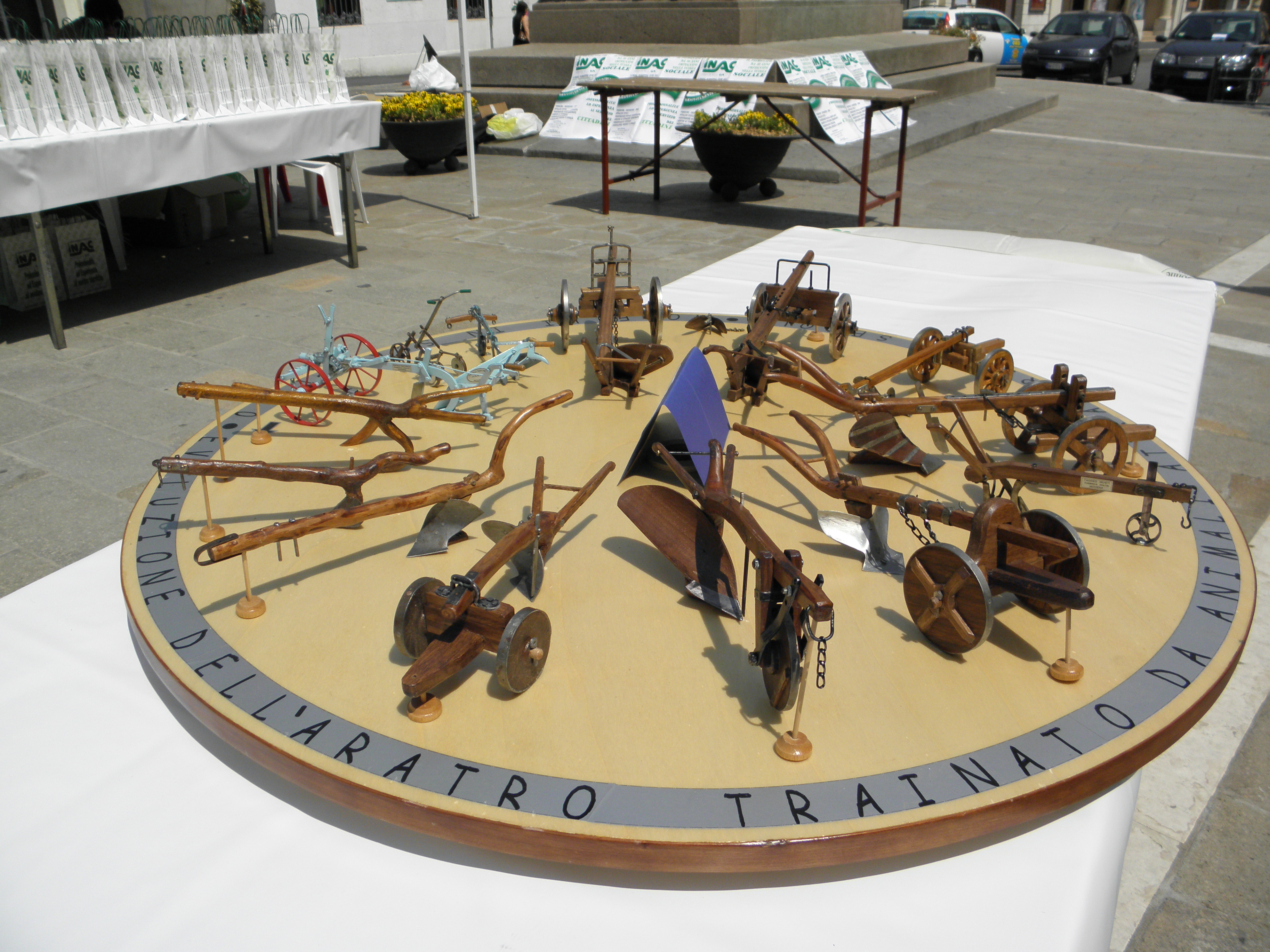
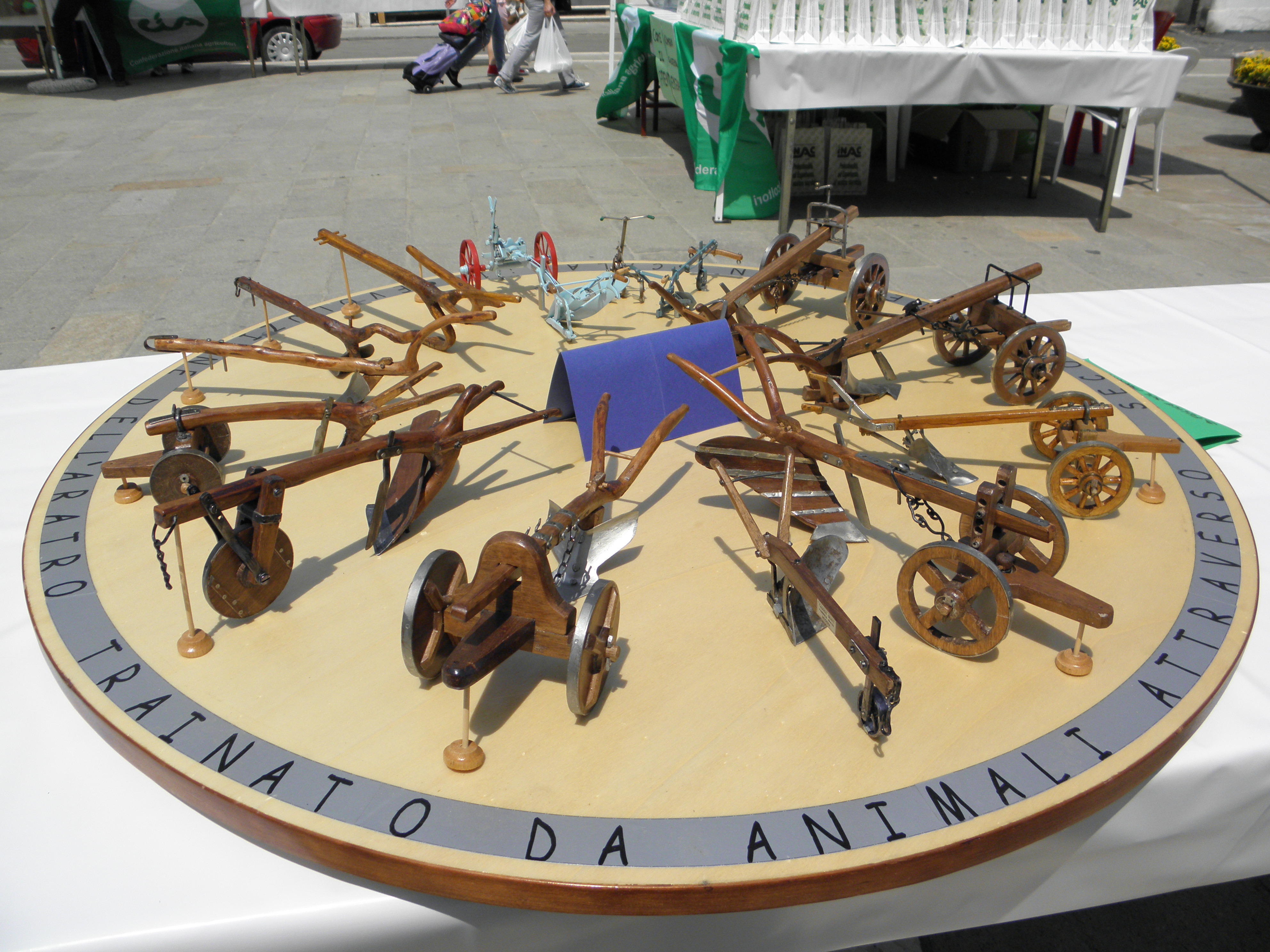

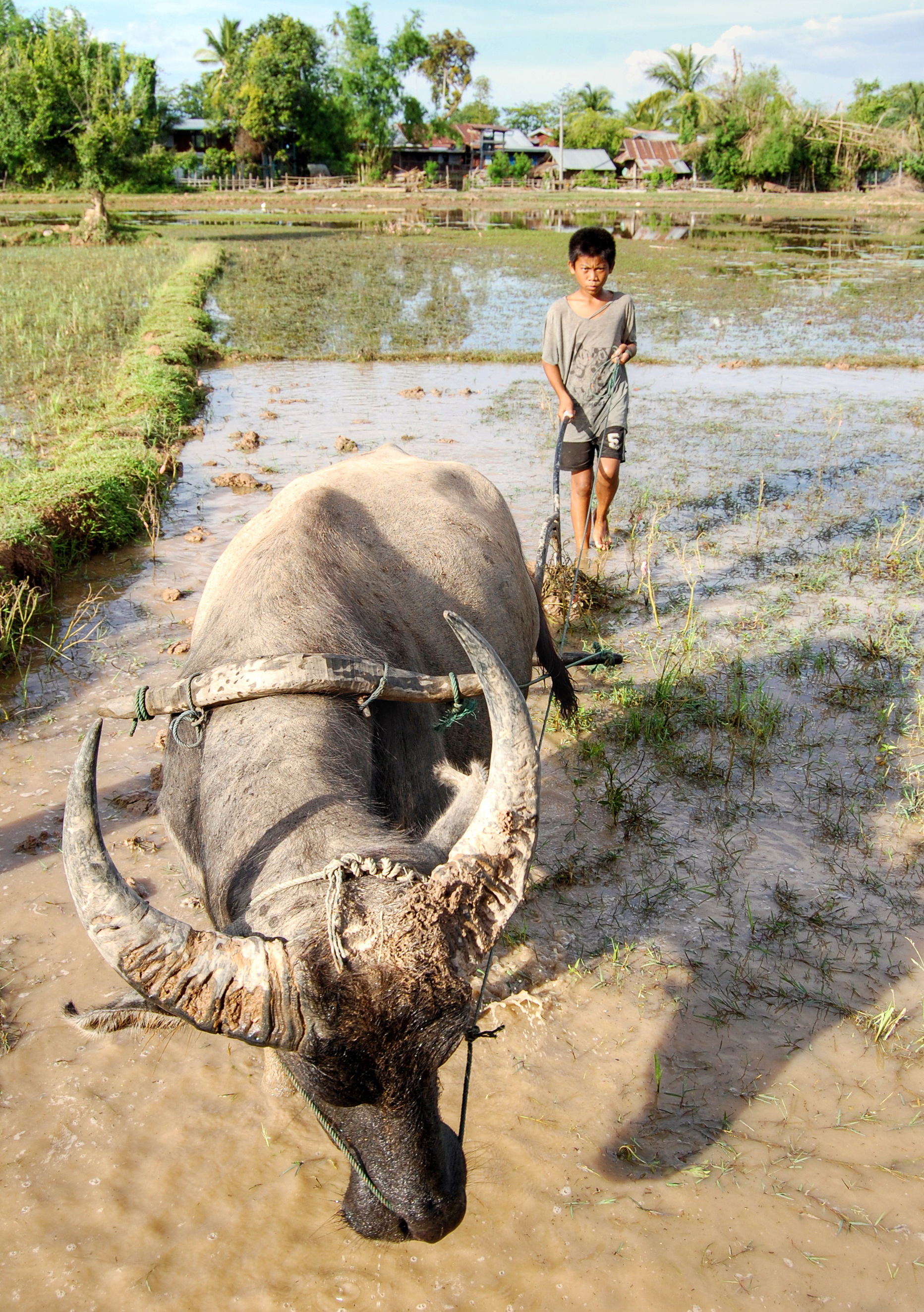
Trâu cày ở Lào

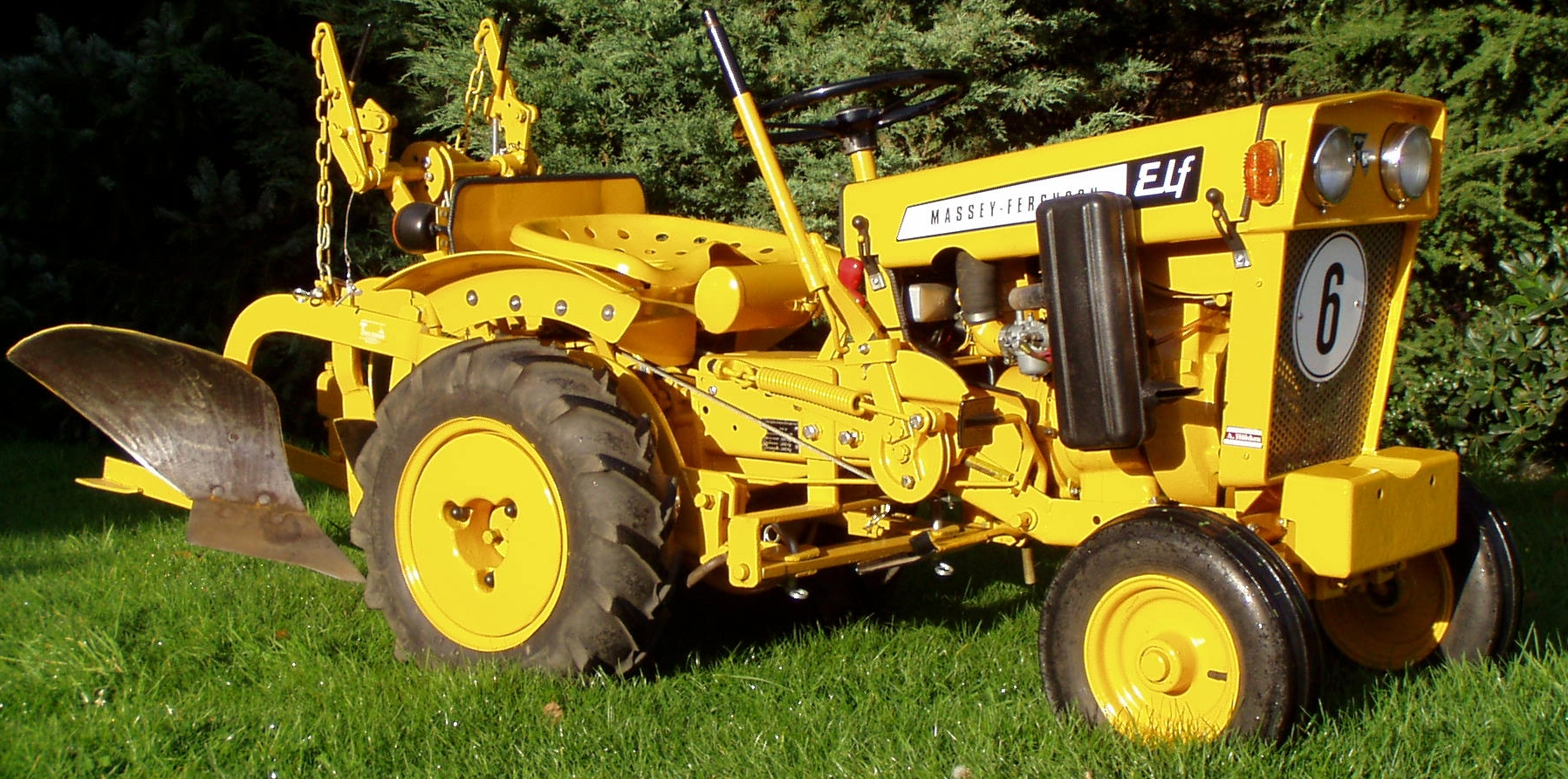
Một cái máy cày hiện đại

Khi nông nghiệp mới được phát triển, gậy và cuốc cầm tay đã được sử dụng ở các vùng có đất màu mỡ, chẳng hạn như hai bờ sông Nile, nơi lũ lụt hàng năm làm trẻ hóa đất, để tạo các lỗ khoan (rãnh) gieo giống cây trồng. Gậy và cuốc đã được dùng phổ biến ở khắp mọi nơi canh tác nông nghiệp. Cuốc là phương pháp canh tác truyền thống trong khu vực nhiệt đới hoặc cận nhiệt đới, vốn có đất đá, độ dốc sườn dốc, cây có củ chiếm ưu thế, và ngũ cốc thô trồng phân tán ở khoảng cách xa nhau. Trong khi nền nông nghiệp dùng cuốc là phù hợp nhất với các khu vực này, cuốc vẫn được sử dụng hầu như ở khắp mọi nơi khác. Thay vì cày, một số nền nông nghiệp sử dụng lợn để đạp đất và ủi đất.
Mô hình những công cụ cày bừa có từ nhiều thời đại khác nhau: